# Premogovnik Velenje
Premogovnik Velenje PV (originalno: Kohlenbergbau Schallthal - Premogovnik Šaleške doline) je premogovnik v Šaleški dolini, z rudarsko pravico od  17.oktobra 1887, tega leta se je pričelo podzemno pridobivanje premoga in do konca leta 1887 so ga izkopali prvih 3 500 ton. Glavni lignitni sloj je 11. aprila leta 1875 z vrtanjem odkril Franz Mages, to leto štejemo za rojstno leto premogovnika. PV je največji premogovnik v Sloveniji. Do danes je bilo izkopanih preko 260 miljonov ton premoga. 

## Zgodovina rudnika
Premogovnik Velenje je že vse od leta 1875 glavna gonilna sila razvoja v Velenjski kotlini in širši okolici. Privabljal je tako domače kot tudi tuje delavce, ki so iskali vir zaslužka za lastno preživetje in preživetje družine. Prav ti pionirji rudarstva na Slovenskem so prebijali led, prav ti so nosili največje breme na svojem utrujenem hrbtu. V začetku premogovnika so popolnoma celotno delo opravile roke mož in otrok, ki so s pomočjo krampa (šremerja), lopate (herca), kladiva (puherja) in motike (kroce) skrbeli za svoj kruh. Z razmahom mehanizacije so leta 1883 dobili prvi zasekovalni stroj, leta 1957 dobili prvi pridobivalni in nakladalni stroj, prvo popolno odkopno opremo pa leta 1963, v kar je bil vključen tudi mehaniziran transport, medtem ko so na začetku to delo opravljali fantje stari 10 let in konji.
Blizu 200 milijonov ton izkopanega premoga je zgolj številka, toda tako ogromna, da na površju zadostuje za Družmirsko, Velenjsko in Škalsko jezero. Ta jezera so nastala zaradi tako intenzivnega kopanja kot tudi zaradi dejstva, da so to sipki, mehki sedimenti, ki se takoj po odkopu ugreznejo, ter prisotnosti neprepustne matične podlage. Izkopavanje je povzročilo, da jezera sedaj zavzemajo približno 2 km² ali približno petino dolinskega dna.
Z dobrimi predpogoji, tj. izredno debelo, kompaktno plastjo lignita, ter skrbnim delom in sledenjem sodobni mehanizaciji in lastnimi inovacijami, je premogovništvo v Šaleški dolini dobivalo vedno večji pomen, tako lokalno kot na državni ravni.
Leta 1893 je v Rudniku Velenje prišlo do eksplozije metana, v kateri je umrlo 31 rudarjev. Huda nesreča, v kateri je umrlo več rudarjev, se je zgodila tudi leta 1962.
V ponedeljek 20.01.2025 se je ob 19.10 zgodila delovna nesreča, pri kateri je v jamo Preloge vdrlo med 500 in 700 kubičnih metrov težkega in lepljivega materiala. V nesreči so umrli 3 delavci, zato je bil petek 24.01.2025 razglašen za dan žalovanja.

## Premogovnik danes
Premogovniška družba Velenja je leta 2005 prvič zaključila izven območja rdečih številk vse od leta 1996, ko je bila letno poslovanje nazadnje nad pozitivno ničlo. Sicer pa je premogovnik v dolgoročnem zapiranju, kar bo prineslo tako ekonomske kot tudi socialne težave, v samem podjetju, kot tudi v TE Šoštanj ter občini Velenje.
Danes se je premogovniku pridružilo tudi podjetje Gorenje, kot glavni delodajalec v tej regiji. Sicer pa je Premogovnik Velenje uspešno prebrodil skozi razne težave in je sedaj eden najuspešnejših in najvarnejših rudnikov, ter seveda največji in edini dobavitelj Termoelektrarne Šoštanj, ki ima pomembno vlogo v našem elektroenergetskem gospodarstvu ter daje delo 560 zaposlenim.
Julija 2022 je prišlo v rudniku do stebrnega udara, v katerem je bilo lažje poškodovanih 14 rudarjev.

## Vplivi delovanja premogovnika na okolje
Temeljna dejavnost Premogovnika Velenje je odkopavanje lignita. V rudniku odkopavajo lignit že več kot 130 let, pri čimer v zadnjih desetletjih uporabljajo velenjsko širokočelno metodo. To pomeni, da se odkopava zelo debel sloj lignita in to odkopavanje seže tudi v globino okoli 500 metrov pod površino. Pri tej metodi prihaja do rušenja krovninskih plasti v odkopne prostore. Zaradi takšnega načina odkopavanja, se površje pogreza. Nastajajo nove reliefne oblike, ki jih prej ni bilo. Ker ima odkopavanje premoga na površino različne vplive, jih razdelimo na neposredne in posredne. Za neposredne je značilno, da se pojavljajo nad odkopom na tako imenovanem rušnem območju. Prva vidna posledica je razpokano površje, ki se nato prične še pogrezati. V Šaleški dolini so zaradi pogrezanja nastala tri jezera: Škalsko, Velenjsko in Družmirsko (Družmirsko jezero se bo v prihodnosti še povečevalo, ker pod njem še poteka odkopavanje premoga). Posredni vplivi pa se pojavljajo na obrobju velenjske kadunje, na tako imenovanem vplivnem območju. Zaradi teh vplivov prihaja do premika površin, plazenja brežin in seizmično induciranih pojavov.
Skupna količina vode v ugrezninah se je do poletja leta 1996 povečala na 31.929.014 m³.
Površine ugrezninskih jezer nazorno kažejo, v kolikšnem obsegu so se nekdanje obdelovalne kmetijske površine spremenile – vsaj za sedaj – v nerodovitna tla. 
Na začetku leta 1993 je imel Premogovnik Velenje v lasti 5 830 641 m² zemljišč (ali 583 ha 06 a 41 m²). Ugrezninska jezera pri tem predstavljajo 31,7 %. Ta podatek nam pove, da je premogovnik doslej približno eno tretjino vse zemljiške posesti, ki jo je pridobil kot gozdove, njive, travnike in podobno, iz kmečke obdelovalne zemlje v glavnem spremenil v ugreznine, napolnjene z vodo. 
Premogovnik lignit še naprej pridobiva tudi pod novimi površinami, kar za nekatere prebivalce Šaleške doline še naprej pomeni, da se morajo umikati s svojih domačij pred napredovanjem odkopnih polj. A Premogovnik uničenih zemljiških površin ne prepušča usodi. Po vseh premikih zemljiških plasti, ki jih povzroči podzemno odkopavanje premoga, se te plasti končno le umirijo. Če se nahajajo nad koto tekočih površinskih voda, jih je možno spet urediti in uporabljati.  V tem duhu so v Premogovniku Velenje površine, ki se ne pogrezajo več, uredili predvsem za namene rekreacije in oddiha.
A hitenje pri tovrstnem urejanju ni smiselno. V velenjskem primeru je namreč urejevanje in obnavljanje opustošenih površin povezano s posebno težavo. Komaj se po odkopu prve plošče lignitnega sloja površina nad odkopnim poljem toliko umiri, da bi jo mogli začeti obnavljati, že pridejo na vrsto za odkopavanje druga, tretja, četrta plošča – ali v sredini kadunje celo deset plošč ene pod drugo – in vsaka od teh odkopanih plošč, v istem prostoru kot prva plošča, povzroči ponovno rušenje in tonjenje (istih) krovninskih plasti vse do površine.
Zaradi specifične metode odkopa, je mogoče, da kvarni vplivi odkopavanja sloja na nekaterih mestih sežejo tudi čez določeno mejo pridobivalnega področja. Če se dokaže, da so te škode nastale zaradi jamskega odkopavanja, je Premogovnik Velenje dolžan poravnati nastalo škodo tudi zunaj meja pridobivalnega področja, poskrbeti pa mora tudi za sanacijo degradiranega okolja. 
V Premogovniku Velenje za odpravljanje posledic pridobivanja premoga ter onesnaževanja voda aktivno delujejo že od zgodnjih osemdesetih let. V najbolj problematičnem obdobju se je v takratnem  Rudarsko-elektroenergetskem kombinatu ustanovila prva ekološka skupina s ciljem iskanja rešitev in izboljšanja stanja v okolju na področju zraka, tal, vodotokov, jezer … Prav tako se je v tem obdobju pričelo načrtno delo na področju Rudarskih škod v smislu urejanja degradiranih površin Premogovnika Velenje.
V skladu z rudarsko zakonodajo v Premogovniku Velenje izvajajo vse potrebne meritve in monitoringe (Monitoring vodotokov v Šaleški dolini na vplivnem področju Premogovnika Velenje, Monitoring jezer v Šaleški dolini, Monitoring jamske vode, Monitoring padavinske odpadne vode, Meritve emisij v zrak na VP Pesje in Šoštanj, Meritve hrupa na VP Pesje in Šoštanj, DIK, Meritve hrupa na področju NOP, EKO MON, Monitoring izcednih vod, prašne usedline in aerosolov iz deponije premoga, Monitoring hrupa, Monitoring seizmičnih pojavov, Monitoring tal, Monitoring kvalitete padavinskih voda, Monitoring odpadne tehnološke vode, Monitoring izcednih vod iz ugreznineskega območja, Monitoring izcednih vod iz deponije, Monitoring kvalitete vode v jamskih črpališčih, Monitoring vodotokov, ki pritekajo v jezera, Monitoring emisij iz ventilatorskih postaj, Monitoring prašnih delcev na območju premogovnika in deponiji).
Na Premogovniku Velenje se uporablja računalniško podprt model za napovedovanje premikov površine kot posledice pridobivanja premoga. Osnova kompleksnega modela so statistične analize merjenih pogrezkov in premikov ter geomehanski konsolidacijski model.
Leta 2011 je bilo v ozračje spuščenih 6.332 ton metana, 190.968 ton CO2, 60 ton NOx ter okoli 27 ton premogovnega prahu na vseh ventilatorskih postajah skupaj. Emisijske vrednosti skupnega prahu in izstopnih plinov ne presegajo zakonsko določenih mejnih vrednosti, predpisanih v Uredbi o emisijah snovi v zraku iz nepremičnih virov onesnaževanja (UL RS št. 31/07 in 70/08).
Nekateri skeptiki opozarjajo, da se bodo s planiranim nadaljnjim izkopom 130 milijonov ton lignita letno še povečali prazni prostori pod zemljo ter da lahko zato poleg izrednega povečanja in poglobitve jezer pričakujemo tudi nadaljnjo škodo v okoliških mestih, naseljih, industriji in infrastrukturi. 5 V Premogovniku pojasnjujejo, da pri premikih terena kot posledice odkopavanja ne gre za linearni proces, zaradi česar ga ne gre tolmačiti nestrokovno ter na linearen način računati velikosti pomikov čez nekaj let. Kot zatrjujejo, meritve kažejo, da pomiki terena območja južne brežine Velenjskega jezera v letu 2011 znašajo pod 10 mm na letni ravni, v naselju Pesje pa so posedki nezaznavni. Na območju nasipa med Velenjskim in Škalskim jezerom je povprečni horizontalni premik vseh opazovanih točk v letu 2011 pod 2 mm, vertikalni premik pa okoli 3 mm. Odkopavanje na tem območju se je zaključilo v letu 2005, prognoze pa napovedujejo umiritev terena do leta 2015. 
V Premogovniku zatrjujejo, da se zavedajo, da je raziskovalno-razvojno delo pri procesu pridobivanja premoga nujno nadaljevati, saj strateških ciljev podjetja ni možno realizirati brez nenehnega razvoja. Njihove raziskave bodo vsebinsko tudi v prihodnje opredeljene na podrobne raziskave geomehanskih lastnosti lignitnega sloja, vplive izpustov v okolje in na uvajanje novih postopkov pri posameznih procesih.
Nenadni izbruhi plina in zdrobljenega premoga so med intenzivno preučenimi nevarnimi pojavi v Premogovniku Velenje, rezultati raziskav pa so podali tudi načine, kako se jim v kar največji možni meri izogniti.
Vse aktivnosti Premogovnika Velenje pri preučevanju vpliva na okolje z rednimi pregledi nadzirajo inšpektorji različnih strok, med katerimi so rudarski, okoljevarstveni in gradbeni inšpektorji, leta 2000 pa so v podjetju pridobili okoljski standard 14001.
Na okolje vpliva tudi delovanje Termoelektrarne Šoštanj. TEŠ je namreč glavni porabnik lignita. Pepel, ki nastaja pri porabi, odlagajo v nasip med Velenjskim in Družmirskim jezerom. Ta nasip preprečuje prelitje vode iz enega v drugo jezero.

## Nagrade in priznanja
- 2001: Valvasorjevo priznanje Rudniku Velenje za Muzej premogovništva Slovenije[4]